# Tourist Trophy
Tourist Trophy (ツーリスト・トロフィー, Tsūrisuto Torofī) é um jogo de corrida de motocicletas desenvolvido pela Polyphony Digital e publicado pela Sony Computer Entertainment. Faz uso do mesmo motor de jogo de Gran Turismo 4. O jogo apresenta variados tipos de motocicletas, desde modelos simples até modelos esportivos. Foi lançado em 2 de Fevereiro de 2006.